# شيلتون بي. سوتون جونيور
شيلتون بي. سوتون جونيور (بالإنجليزية: Shelton B. Sutton, Jr.)‏ هو ضابط أمريكي، ولد في 21 أغسطس 1919 في جورجيا في الولايات المتحدة، وتوفي في 13 نوفمبر 1942 في المحيط الهادئ.